# Шпалюшок
Шпалюшо́к (Microcerculus) — рід горобцеподібних птахів родини воловоочкових (Troglodytidae). Представники цього роду мешкають в Мексиці, Центральній і Південній Америці.

## Види
Виділяють чотири види:
- Шпалюшок однобарвний (Microcerculus philomela)
- Шпалюшок амазонійський (Microcerculus marginatus)
- Шпалюшок каштановий (Microcerculus ustulatus)
- Шпалюшок смугокрилий (Microcerculus bambla)

## Етимологія
Наукова назва роду Microcerculus походить від сполучення слів  μικρος — малий і κερκος — хвіст.